# El Pujal de Cabó
El Pujal de Cabó, również: El Pujal d’Organyà – miejscowość w Hiszpanii, w Katalonii, w prowincji Lleida, w comarce Alt Urgell, w gminie Cabó.
Według danych INE w 2020 roku liczyła 16 mieszkańców – 7 mężczyzn i 9 kobiet. 